# Spananthe
Spananthe es un género monotípico de planta herbácea perteneciente a la familia Apiaceae.  Su única especie: Spananthe paniculata, es originaria de América.

## Descripción
Son hierbas anuales, erectas o decumbentes, dicotómicamente ramificadas, delicadas a ligeramente suculentas. Las hojas opuestas, simples, orbicular-acuminadas a triangular-lanceoladas, 1.5–17 cm de largo y 0.5–15 cm de ancho, en el ápice agudas o acuminadas, en la base cordadas o truncadas, crenado-dentadas, escasamente aplicado-pilosas; pecíolo delgado, setoso en el ápice. Inflorescencias paniculadas, pedúnculos terminales o axilares, 0.7–15 cm de largo, las umbelas con 5–15 flores, el involucro inconspicuo, flores blanco-amarillentas, delgadamente pediceladas; cáliz con dientes diminutos pero evidentes; pétalos sin ápice inflexo; estilopodio deprimido; carpóforo delgado y entero. Fruto ovoide a rectangular, 2–4 mm de largo y 0.5–2 mm de ancho, estrechado en la comisura y aplanado dorsalmente, los mericarpos planos o cóncavos dorsalmente, convexos ventralmente, las costillas filiformes, vitas inconspicuas.

## Distribución y hábitat
Es una especie común, maleza en remanentes de bosques, cafetales y hábitats perturbados en todo el país; a una altitud de 200–1500 metros; fl y fr durante todo el año; desde el centro de México hasta Brasil y Bolivia, también en las Antillas. Un género monotípico.

## Taxonomía
Spananthe paniculata fue descrita por  Nikolaus Joseph von Jacquin y publicado en Collectanea 3: 247. 1789[1791].
Variedades
- Spananthe paniculata var. paniculata

Sinonimia
- Hydrocotyle spananthe Willd.
- Phellandrium ciliatum DC.
- Spananthe angulosa Turcz.
- Spananthe setosa Moench[4]

var. paniculata
- Huanaca spananthe (Willd.) Vela ex Lag.